# Susana Walton

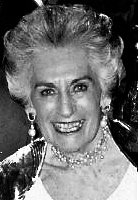
Susana Walton, esposa del compositor William Walton

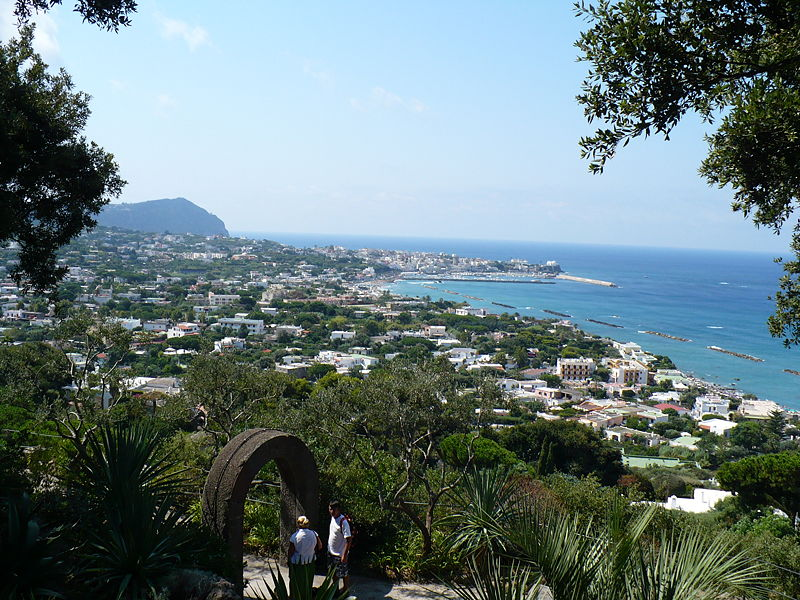
Vista de Forio desde La Mortella

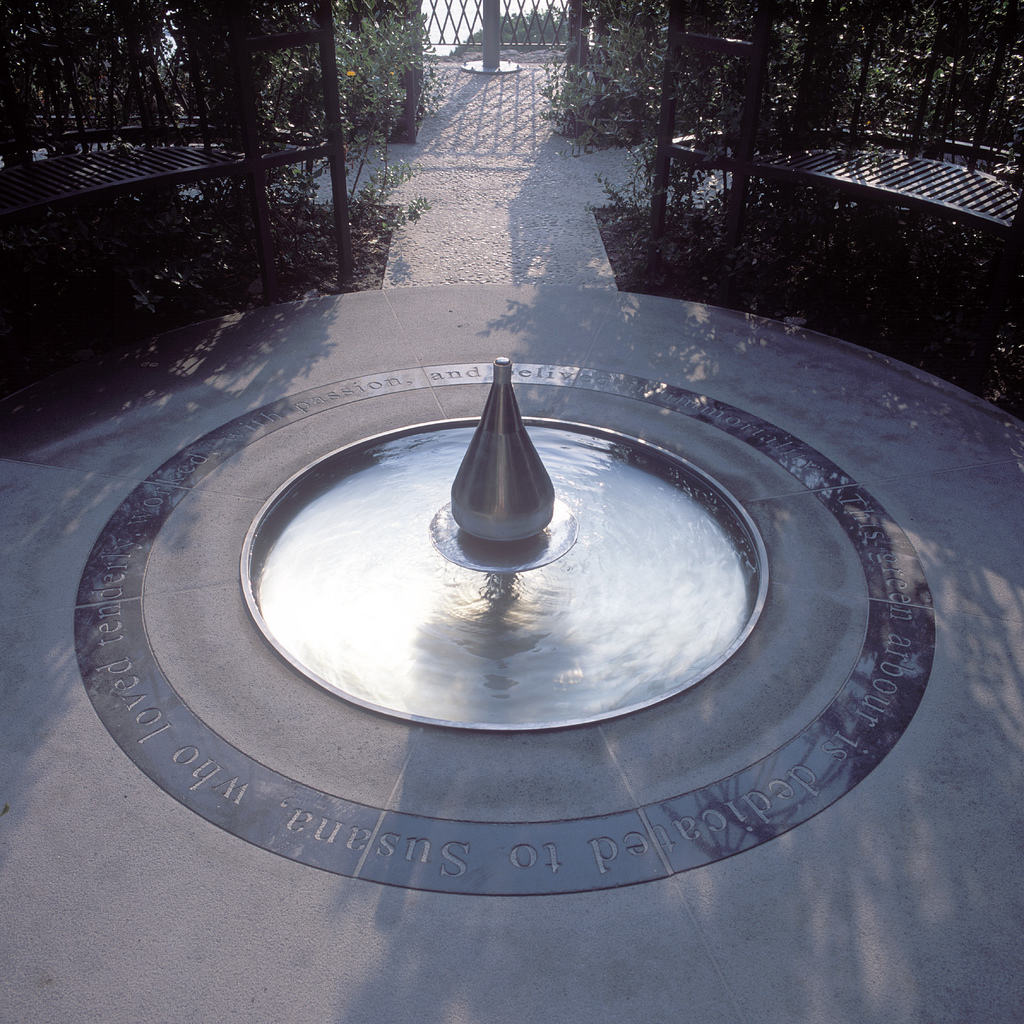
The Nympheum "This green arbour is dedicated to Susana, who loved tenderly, worked with passion and believed in immortality"

Susanna Walton (Susana Valeria Rosa Maria Gil Passo) (Buenos Aires, Argentina, 30 de agosto de 1926 – Isquia, Italia, 21 de marzo de 2010) 
fue la esposa del compositor Sir William Walton, escritora, recitante y la creadora del jardín de La Mortella en Forio, uno de los más excepcionales jardines de especies exóticas y tropicales de Europa.

## Biografía
Hija del abogado Enrique Gil, en 1948 trabajaba en el British Council de Buenos Aires, donde conoció al compositor británico con quien se casó en 1949.
Desde Londres, la pareja se mudó a Ischia donde en 1965 comenzó un jardín tropical de especies exóticas que se haría célebre. Los planos se debieron al famoso paisajista Russell Page.
En la residencia de Ischia fueron huéspedes habituales Sir Laurence Olivier y Vivien Leigh, Hans Werner Henze, W. H. Auden, Terence Rattigan, Binkie Beaumont, Maria Callas y Charlie Chaplin.
Sir William Walton falleció en 1983 siendo ella nombrada Lady en el año 2000 por la dedicación a la difusión y preservación de la obra del compositor. 
En el 2001 recibió un doctorado honoris causa por la Universidad de Nottingham. En la residencia se realizan seminarios, clases magistrales, conciertos y eventos como parte de la Fundación Internacional William Walton, en los jardines se levanta un auditorio y un anfiteatro griego donde se realizan más de 70 conciertos anuales. la Universidad de Harvard mantiene un programa en residencia para compositores así como la Scuola di Musica di Fiesole, la Accademia Nazionale di Santa Cecilia,
Royal Welsh College of Music & Drama, Curtis Institute of Music y Yale University.
Fue condecorada Grande Ufficiale della Repubblica Italiana.
En 1990 grabó Façade de Walton como recitante, la grabación fue bien acogida por la crítica musical.
Apareció junto al compositor en la miniserie Richard Wagner de Tony Palmer como María Ana de Baviera, la esposa de Federico Augusto II de Sajonia. 
En 1995 en el documental Classic Windows de Ken Russell sobre la vida de cuatro compositores británicos y en la documental At the haunted end of the day de Tony Palmer sobre William Walton.
En el año 2004 la firma Briggs & Stratton nombró a "La Mortella" el jardín más bello de Italia.

## Publicaciones
- Walton, Susana. Behind the Facade (1988)
- Walton, Susana. La Mortella, An Italian Garden Paradise (2002)